# オートバイ用品
オートバイ用品（オートバイようひん、英: motorcycle supply）は、オートバイの運用に際して用いられる道具や衣類、消耗品などの総称である。オートバイが「バイク」とも呼ばれるように、用品に関してもバイク用品と呼ばれることがある。

## 概要
オートバイ用品はオートバイの乗車中に用いられる道具や衣類のほか、オートバイの保管のために用いられる道具、オートバイの保守のために用いられるオイルなどの消耗品などが含まれ、タイヤや車体の装飾部品を含む場合もある。ヘルメットやオイルのように運用に必要不可欠なものから、オートバイ積載用に設計された鞄のように快適性や利便性が向上するものまで含まれる。

## 身体装備

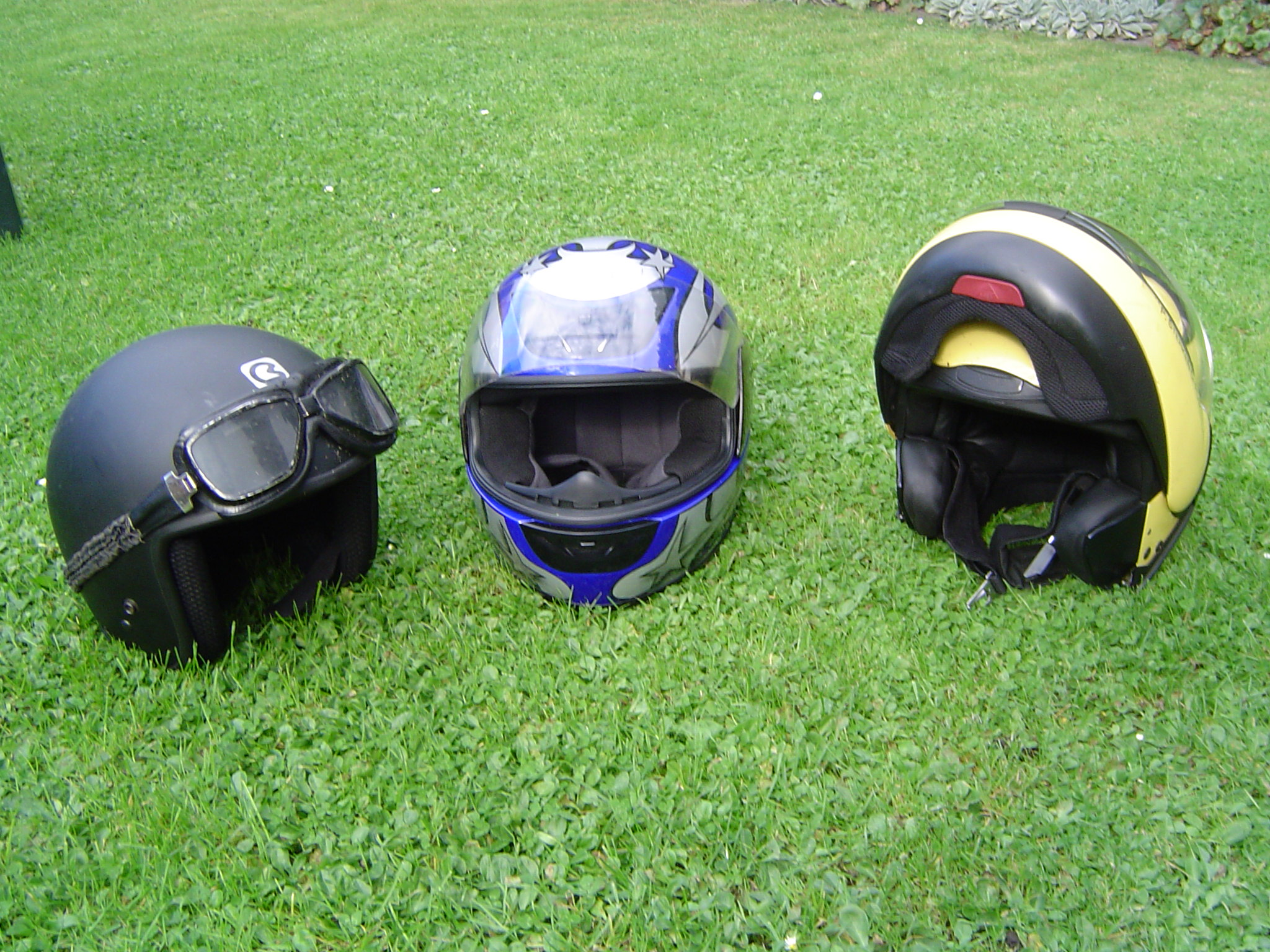
オートバイ用ヘルメット（画像左からジェット型・フルフェイス型・フリップアップ型）

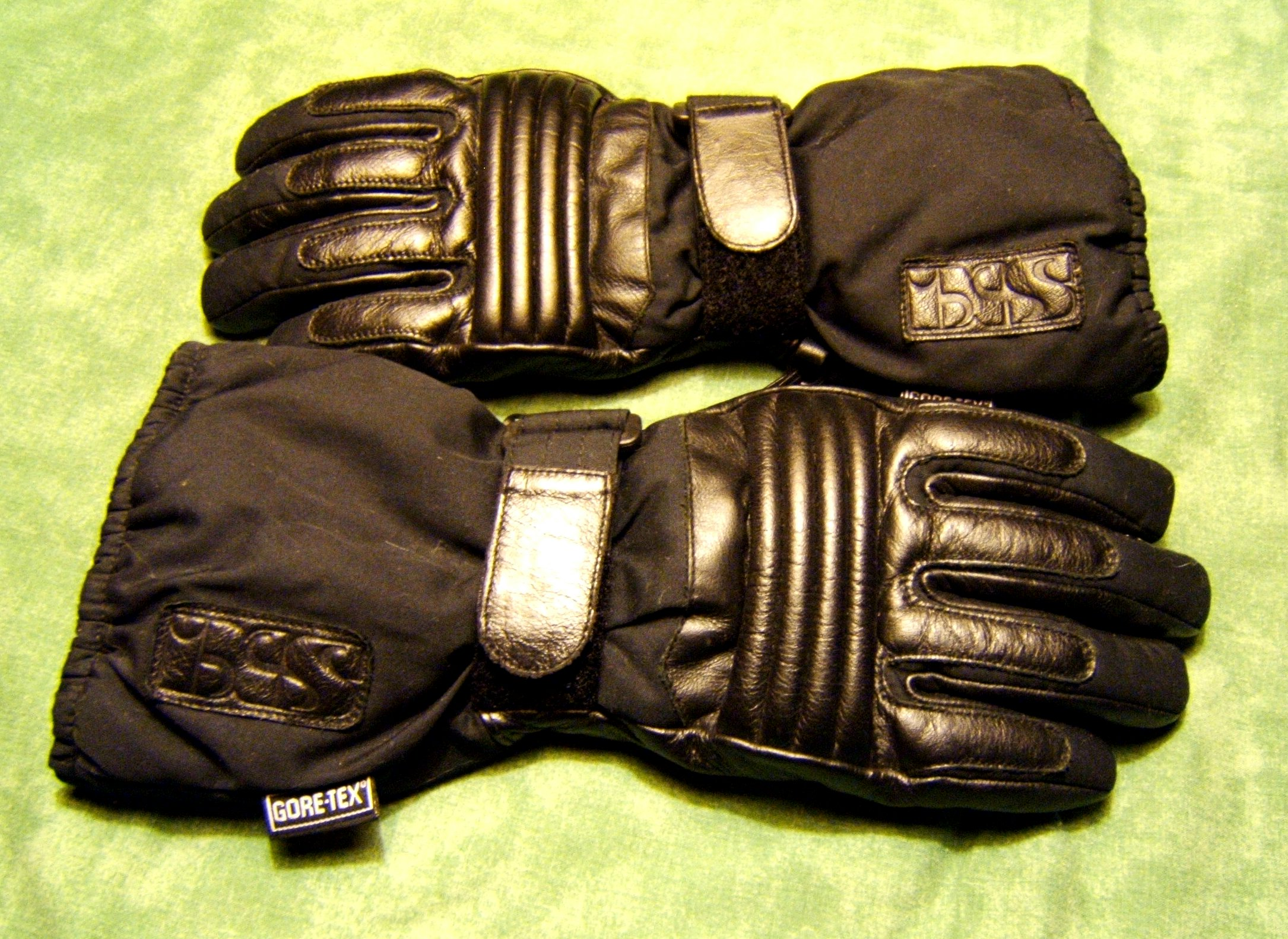
オートバイ用グローブ

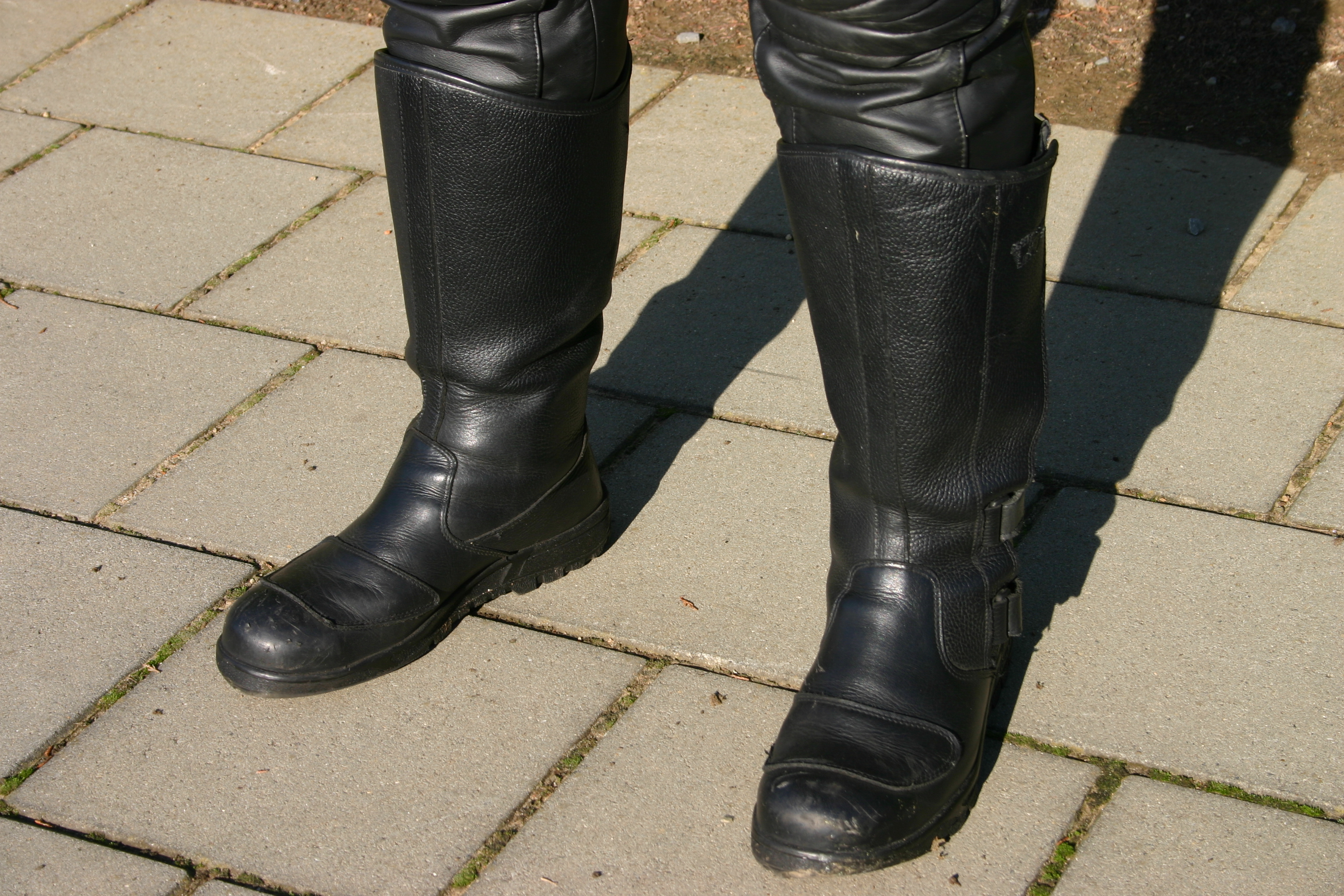
ライディングブーツ

オートバイに乗車する際に身につける装備は「ライディングウェア(riding wear)」あるいは「ライディングギア(riding gear)」と呼ばれる場合が多い。ウェアもギアも衣服を意味する英語であるが、日本では特に“着るもの”と“穿くもの”をライディングウェアと呼び、それらを含めたヘルメットや靴、手袋やバッグなどを総称してライディングギアと呼ぶ傾向がある。これらはオートバイの乗車姿勢に合わせて裁断され、防護性や乗車中の快適性を重視した作りとなっている製品が多い。なかでもライディングウェアは新素材の導入や構造の工夫などによって、通気性や透湿性、防水性、防寒性といった機能を充実させて、季節を通して快適に乗車できることを利点とする製品も多い。機能やデザインはスポーツ走行やツーリング、オフロード走行などのTPOに合わせて多岐にわたる。また、女性ライダーが増えたことで、女性の体型に合わせた裁断や女性に好まれやすいデザインを取り入れた製品も増えてきた。なおこうしたライディングウェアのうち、乗車中の姿勢や乗車中に求められる機能を優先して作られたものは、オートバイを降りて散策するなどの状況では動きが制限される場合も多い。

### 安全装備
事故による傷害からオートバイ乗員を保護するのは、一部のエアバッグ装備車輌を除き、身体装備のみである。このため、ヘルメットの着用が法規によって義務づけられていることに加えて、適切な身体装備の着用が運転免許教習でも指導されている。
多くの国と地域では乗車中のヘルメット着用が義務づけられていて、オートバイ乗車用の製品には強度や保護性能についての規格が定められている。
長袖長ズボンと手袋、足首までの長さの靴
ヘルメットに加えて、運転免許教習では長袖長ズボンと手袋、足首までの長さの靴を着用することが指導されている。これらは最低限の装備として、転倒時に擦過傷などの出血性外傷を負う危険性を低減するためのものである。同時に、ズボンの裾はペダルをはじめとする車体の一部に引っかからないようなものを着用することが指導されている。また一部の教習所や交通安全講習会では胸部プロテクターを着用することを指導し、技能教習中の着用を義務づけている。
より高い速度で転倒したり事故を起こした場合にも致命傷や重傷を負う危険性を低減する機能を持った身体装備が製品化され、オートバイ雑誌などでも着用が勧められている。ジャケットやズボン、手袋といった衣類は、転倒しても路面との摩擦で容易に破れないような素材のものが使われていて、古くは革製品が主なものであったが、近年では軽くて強度が高い合成繊維を使ったものが多い。
パッドやプレート
オートバイ用として販売されているジーンズ製品のなかには、一般的なジーンズ素材の木綿だけでなくケブラー繊維などを織り込んで強化されている。衝突による傷害、特に骨格傷害を低減する装備として、肘、膝、肩、胸郭あるいは脊椎への衝撃を緩和するパッドやプレートが製品化されている。手袋には指や手首の関節を守る機能を持ったもの、靴には踝や足の足面を守る機能を持ったものが製品化されている。大別すると、ジャケットなどの衣類と重ねて着用するものと、ジャケットやパンツに縫い付けられていたり内部のポケットに収められているものがあり、その形態や衝撃吸収能力は様々である。保護性能が高いものほど動きにくくて重い傾向にあるため、ユーザーがそれぞれの乗車条件に合わせて選べるように幅広い製品群が販売されている。乗員が車体から離れると膨らむエアバッグを内蔵したジャケットや、ダイラタンシーと呼ばれる、強い衝撃が加わると固くなる性質を持つ素材を利用した保護パッドも販売されている。
頸椎捻挫などの頸部傷害を低減するために、首に極度の曲げ応力がかからないようにヘルメットを支える製品（ネック・ブレース・システム）や肩から首の周りに展開するエアバッグ付のジャケット（ヒットエアー）も製品化されている。
ヘルメット
他の車両からの視認性を高くして事故を未然に防ぐことを利点とした製品もある。これらの製品は赤や黄色などの目立つ色を採用している場合が多い。あるいは、夜間での被視認性を向上させるために反射帯などを身体に付ける方法がある。オートバイ乗車用のヘルメットには反射ステッカーを貼った製品があるほか、ジャケットや靴、バッグには表生地の一部に反射布が縫い付けられている製品もある。
虫や塵などから乗員の視界を保護するためにヘルメットには風防（シールド）が具えられている製品も多い。シールドのないヘルメットではゴーグルが古くから用いられている。雨天用グローブには降雨によりシールドやゴーグルに付いた水滴をぬぐい去るためのワイパーが親指の背の部分に具えられたものもある。

### 雨具
身体が濡れた状態で走行風にさらされることは体温の低下や注意力の低下を招く場合があり、安全な運行に支障を来す可能性もあることから運転免許の教習でも雨天時は雨具の着用が指導されている。また著しい場合には低体温症によって代謝機能が低下して非常に危険な状態になる恐れもある。こうした事情から、走行風による影響や乗車姿勢などを考慮してオートバイの乗車用に特化した製品が多岐にわたり製造、販売されている。雨天時用として作られた雨ガッパ（レインウェア）のほか、防水性の高い生地で作られたジャケットやパンツもある。同様に、グローブやブーツにも雨天用のカバーの他、全天候型の製品がある。ただし、いずれも完全に浸水を防ぐことは難しく、襟元や袖口、縫い目からの浸水がある。
走行速度が高い状況では、雨滴の衝突速度が高く、風圧によって浸透する圧力が高くなるため、生地には高い防水性、あるいは耐水圧が要求される。また、前面の縫い目が少なくなる裁断や前あわせの重ね合わせ構造を工夫した製品が多い。ばたついたり風をはらんだりすると生地や縫製の傷みが早くなるだけでなく、運転動作への支障や長時間の乗車での疲労につながることから、袖は比較的細身に作られていたり、裾や胴回りを絞れる構造になっていたりと工夫されている。
雨天用のジャケットには、リュックサックやウエストバッグを着用した状態でも上から着ることができるような機能を持つものもある。雨天用のパンツはブーツを履いたままでも着脱が容易なように裾を広げることができたり、側面全体が開くように作られているものが多い。
スキーウェアやスノーボードウェアで代用できる場合もあるが、高速走行時に求められる性能を満足しない場合が多い。

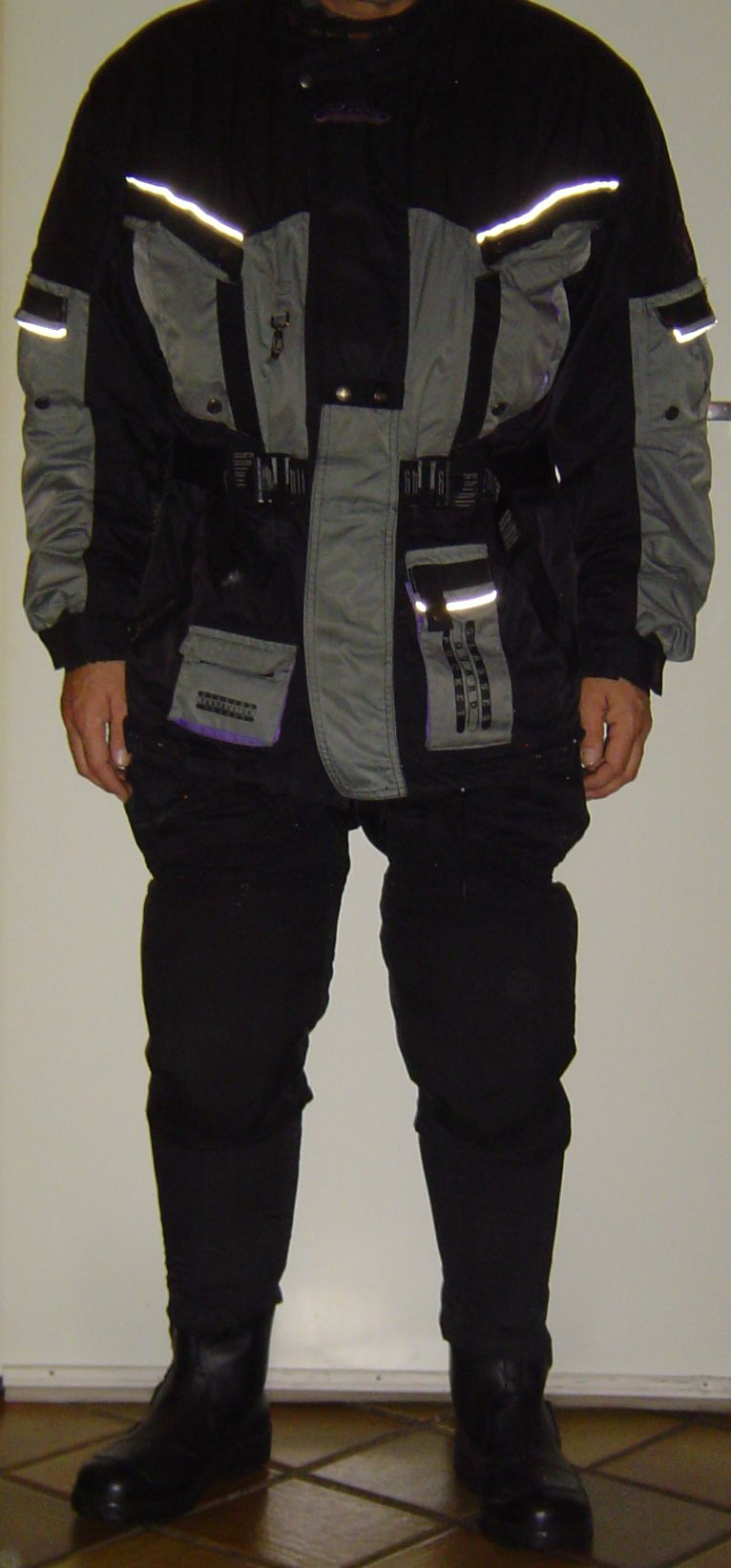
全天候型ライディングウェア
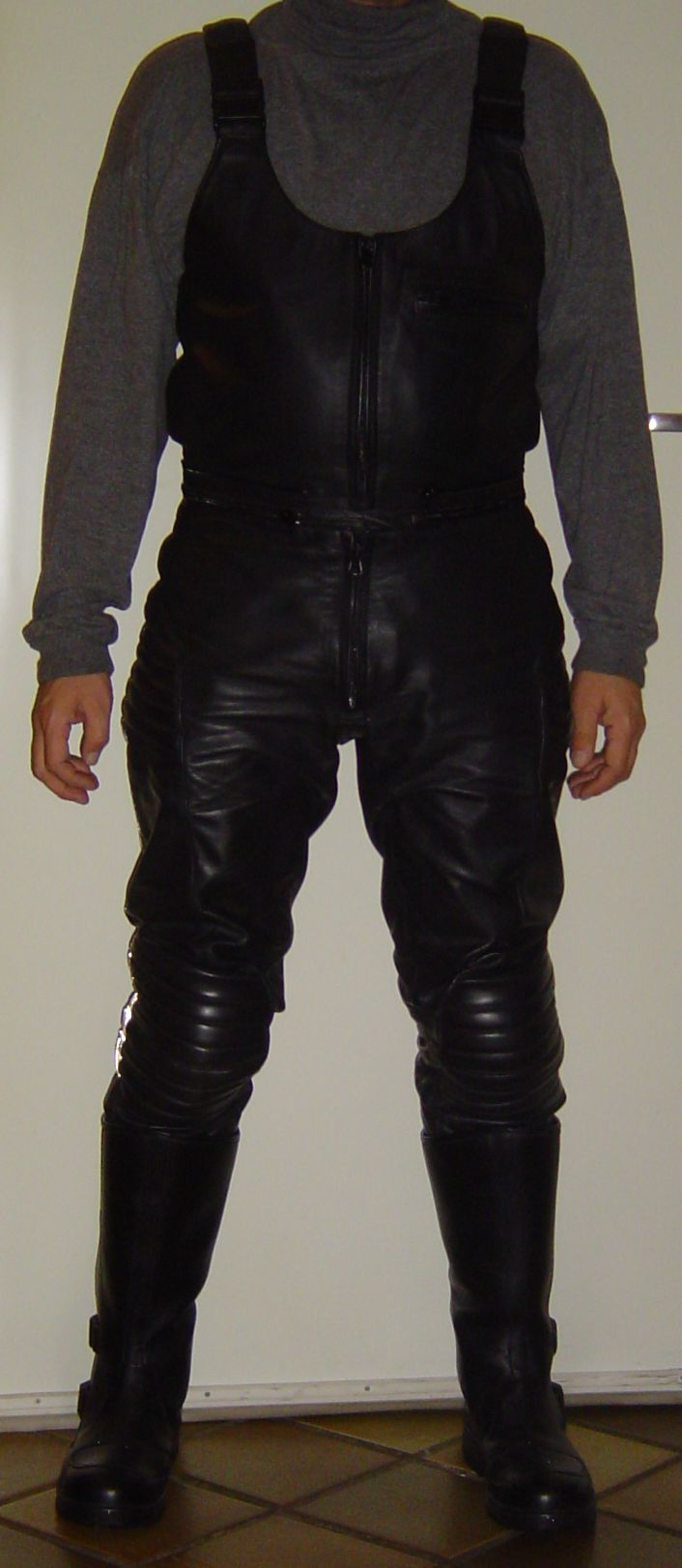
インナーウエア・プロテクター

## 消耗品
オートバイを運用する上で定期的な交換や補充が必要な物品で、 油脂類やタイヤ、チェーン、バッテリーなどが該当する。

## 工具
オートバイの整備や修理をユーザー自身が行う場合もあり、オートバイ特有の工具やツーリングなどに携行することを前提とした工具セットなどがある。

## 部品
純正部品ではない、サードパーティーによる汎用品やカスタムパーツをオートバイ用品に含む場合もある。

## オートバイ用品店
オートバイ用品はオートバイ本体の販売する店舗で取り扱われている場合もあるが、車体は扱わず用品のみを取り扱う小売店もあり、オートバイ用品店と呼ばれる。部品と身体装備の両方を扱う店舗のほかに、パーツ専門店やライディングギア専門店など、商品分類ごとに特化した店舗もある。消耗品の交換やカスタムパーツの取り付けなどの作業を有料で請け負うサービスも行われている場合もあり、大型の店舗では専用の作業場と作業員を擁している。